# Keikō
L'emperador Keikō (景行天皇, Keikō Tennō) és 12è emperador del Japó que apareix a la tradicional llista d'emperadors.
No existeixen dades exactes sobre aquest emperador, cosa que ha dut a molts historiadors a considerar-lo com a llegendari. La tradició li atribueix el naixement el 12 dC i la mort l'any 130 i situa el començament del seu regnat el 71.
La seva història s'explica tant al Kojiki com al Nihon Shoki, tot i que les dues fonts es contradiuen. Segons el Kojiki, va enviar el seu fill Yamato Takeru a la conquesta de les tribus locals Kumaso de Kyūshū, mentre que el Nihon Shoki afirma que va ser ell mateix qui hi anirà i en sortirà victoriós. Les dues fonts, però, coincideixen en la successió dels esdeveniments: envia el seu fill a la província d'Izumo i les províncies de l'est per conquerir aquestes terres i estendre el seu territori en detriment dels ainus.